# 2620 Santana
2620 Santana è un asteroide della fascia principale. Scoperto nel 1980, presenta un'orbita caratterizzata da un semiasse maggiore pari a 2,8575227 UA e da un'eccentricità di 0,0742250, inclinata di 3,09196° rispetto all'eclittica.
L'asteroide è dedicato al chitarrista messicano Carlos Santana.